# Floria Gueï
Floria Gueï, francoska atletinja, * 2. maj 1990, Nantes, Francija.
Nastopila je na poletnih olimpijskih igrah v letih 2012 in 2016, dosegla je šesto in deseto mesto v štafeti 4x400 m ter enajsto v teku na 400 m. Na svetovnih prvenstvih je osvojila bronasto medaljo v štafeti 4x400 m leta 2013, na evropskih prvenstvih zlato in dve bronasti medalji v isti disciplini ter bronasto medaljo v teku na 400 m, na evropskih dvoranskih prvenstvih pa naslov prvakinje v teku na 400 m leta 2017 ter zlato in bronasto medalja v štafeti 4x400 m.